# میرزا احمدخان معظم الملک
میرزا احمدخان معظم الملک از شاهزادگان قاجاری بود، که در دوره نخست بعنوان نماینده تهران در مجلس شورای ملی حضور داشت.